# Zahra Lachguer
Zahra Lachguer (sinh ngày 8 tháng 6 năm 1978) là một cựu vận động viên điền kinh và điền kinh người Ma-rốc, chuyên vượt rào 400 mét. Cô là huy chương vàng trong nội dung tại Giải vô địch châu Phi năm 2002 về điền kinh.
Cô đã giành được huy chương trên một số môn tại Đại hội Thể thao Pan Arab, bao gồm ba huy chương 400 m vượt rào, huy chương ném lao và huy chương bảy môn phối hợp. Cô là một huy chương vàng Pan Arab Games 1999 trong các chướng ngại vật.
Lachguer đại diện cho châu Phi tại World Cup IAAF 2002. Cô cũng giành được huy chương đồng tại Giải vô địch châu Phi năm 2004 về điền kinh.
Cô đã giành được danh hiệu quốc gia trong cuộc đua nước rút 400 mét, 400 m vượt rào, javelin và heptathlon.

## Giải đấu quốc tế
| Năm  | Giải đấu                     | Địa điểm                 | Thứ hạng | Nội dung        | Chú thích |
| ---- | ---------------------------- | ------------------------ | -------- | --------------- | --------- |
| 1995 | African Junior Championships | Bouaké, Ivory Coast      | 2nd      | 400 m hurdles   | 63.16     |
| 1995 | African Junior Championships | Bouaké, Ivory Coast      | 3rd      | Javelin throw   | 38.92     |
| 1997 | Mediterranean Games          | Bari, Italy              | 6th      | 400 m hurdles   | 59.63     |
| 1997 | Mediterranean Games          | Bari, Italy              | 5th      | 4 × 400 m relay | 3:43.01   |
| 1997 | Pan Arab Games               | Beirut, Lebanon          | 2nd      | 400 m hurdles   | 60.13     |
| 1997 | Pan Arab Games               | Beirut, Lebanon          | 2nd      | Javelin throw   | 38.76 m   |
| 1999 | Universiade                  | Palma de Mallorca, Spain | 25th (h) | 400 m hurdles   | 65.17     |
| 1999 | Pan Arab Games               | Irbid, Jordan            | 1st      | 400 m hurdles   | 60.62     |
| 2002 | African Championships        | Radès, Tunisia           | 1st      | 400 m hurdles   | 57.91     |
| 2002 | World Cup                    | Madrid, Spain            | 8th      | 400 m hurdles   | 59.14     |
| 2003 | Universiade                  | Daegu, South Korea       | 14th (h) | 400 m hurdles   | 59.01     |
| 2004 | African Championships        | Brazzaville, Congo       | 3rd      | 400 m hurdles   | 57.12     |
| 2004 | African Championships        | Brazzaville, Congo       | 5th      | 4 × 400 m relay | 3:44.16   |
| 2004 | Pan Arab Games               | Algiers, Algeria         | 3rd      | 400 m hurdles   | 58.20     |
| 2004 | Pan Arab Games               | Algiers, Algeria         | 3rd      | Heptathlon      | 4965 pts  |
| 2005 | Mediterranean Games          | Almería, Spain           | 13th (h) | 400 m hurdles   | 58.92     |